# Gföhl
Gföhl ist eine Stadtgemeinde mit 3848 Einwohnern (Stand 1. Jänner 2025) im Bezirk Krems in Niederösterreich.

## Geografie

### Geografische Lage
Gföhl liegt im Waldviertel in Niederösterreich auf einer Gneis-Hochfläche nordöstlich des Kremstals. Die Bezirksstadt Krems an der Donau ist etwa 20 km entfernt. Die Fläche der Stadtgemeinde umfasst 80,72 Quadratkilometer, etwa 46 Prozent der Fläche ist bewaldet. Gföhl liegt am Südwestrand des Gföhler Waldes.

### Gemeindegliederung
Das Gemeindegebiet umfasst 19 Ortschaften (in Klammern Einwohnerzahl Stand 1. Jänner 2025):
- Felling (106)
- Garmanns (63) samt Au
- Gföhl (2329) samt Alt Gföhl und Seefeld
- Gföhleramt (270) samt Niederlage
- Großmotten (113)
- Grottendorf (42)
- Hohenstein (64)
- Lengenfelderamt (29)
- Litschgraben (20)
- Mittelbergeramt (50)
- Moritzreith (127)
- Neubau (33) samt Am Rodinger
- Ober-Meisling (81)
- Rastbach (86)
- Reisling (53)
- Reittern (93)
- Seeb (98)
- Unter-Meisling (170) samt Leisberg
- Wurfenthalgraben (21)

Die Gemeinde besteht aus 18 Katastralgemeinden (Fläche Stand 31. Dezember 2023):
- Felling (769,41 ha)
- Garmanns (181,34 ha)
- Gföhl (664,79 ha)
- Gföhleramt (2.291,72 ha)
- Großmotten (348,06 ha)
- Grottendorf (145,36 ha)
- Hohenstein (179,4 ha)
- Lengenfelderamt (498,87 ha)
- Litsch und Wurfenthalgraben (236,56 ha)
- Mittelbergeramt (689,01 ha)
- Moritzreith (256,56 ha)
- Neubau (111,46 ha)
- Obermeisling (178,73 ha)
- Rastbach (369,23 ha)
- Reisling (118,23 ha)
- Reittern (356,24 ha)
- Seeb (546,49 ha)
- Untermeisling (130,92 ha)

### Nachbargemeinden
Alle neun Nachbargemeinden liegen im Bezirk Krems.
| Rastenfeld                        | Jaidhof                                                  |            |
| Lichtenau im Waldviertel          | Kompass                                                  | Langenlois |
| Albrechtsberg an der Großen Krems | von West nach Ost: Weinzierl am Walde, Senftenberg, Droß | Lengenfeld |

## Geschichte
Die Straßengruppensiedlung entstand durch das Zusammentreffen der Straßen nach Zwettl, Krems an der Donau, Langenlois und Gars am Kamp südlich des alten Adelssitzes Schloss Jaidhof.
2011/12 wollte die Lotos-Lindmayer-Privatstiftung am Ortsrand von Gföhl eine buddhistische Stupa samt Parkplätzen und einem Gebäude für Mönche errichten. Am 12. Februar 2012 wurde über die notwendige Umwidmung des Grundstücks eine Volksbefragung abgehalten. Die Wahlbeteiligung erreichte 52 Prozent, rund zwei Drittel der abgegebenen Stimmen lehnten das Projekt ab.
Von 1988 bis 2016 fanden mit der Freilichtbühne Gföhlerwald jährlich Karl-May-Festspiele statt.

### Bevölkerungsentwicklung

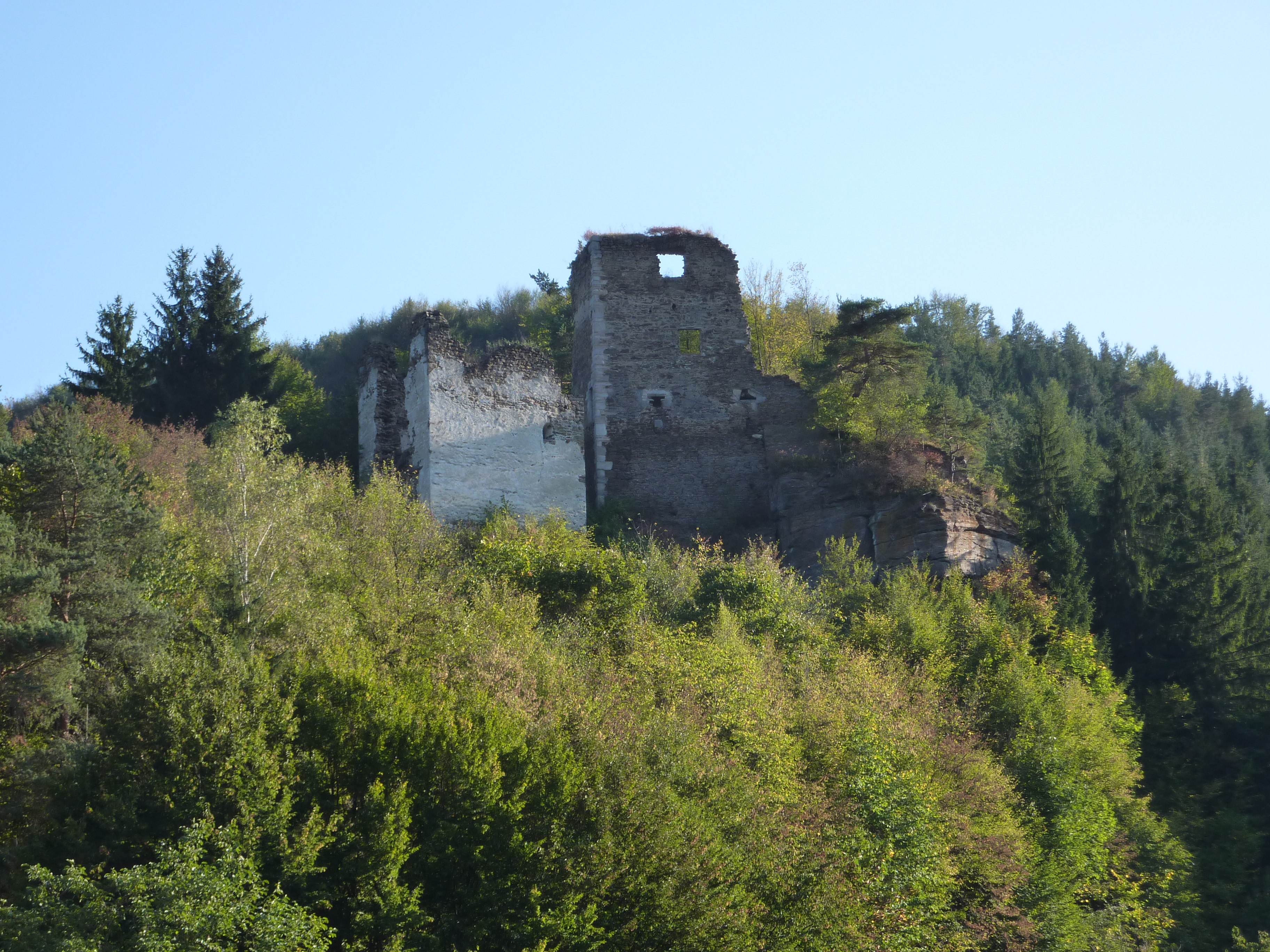
Burgruine Hohenstein

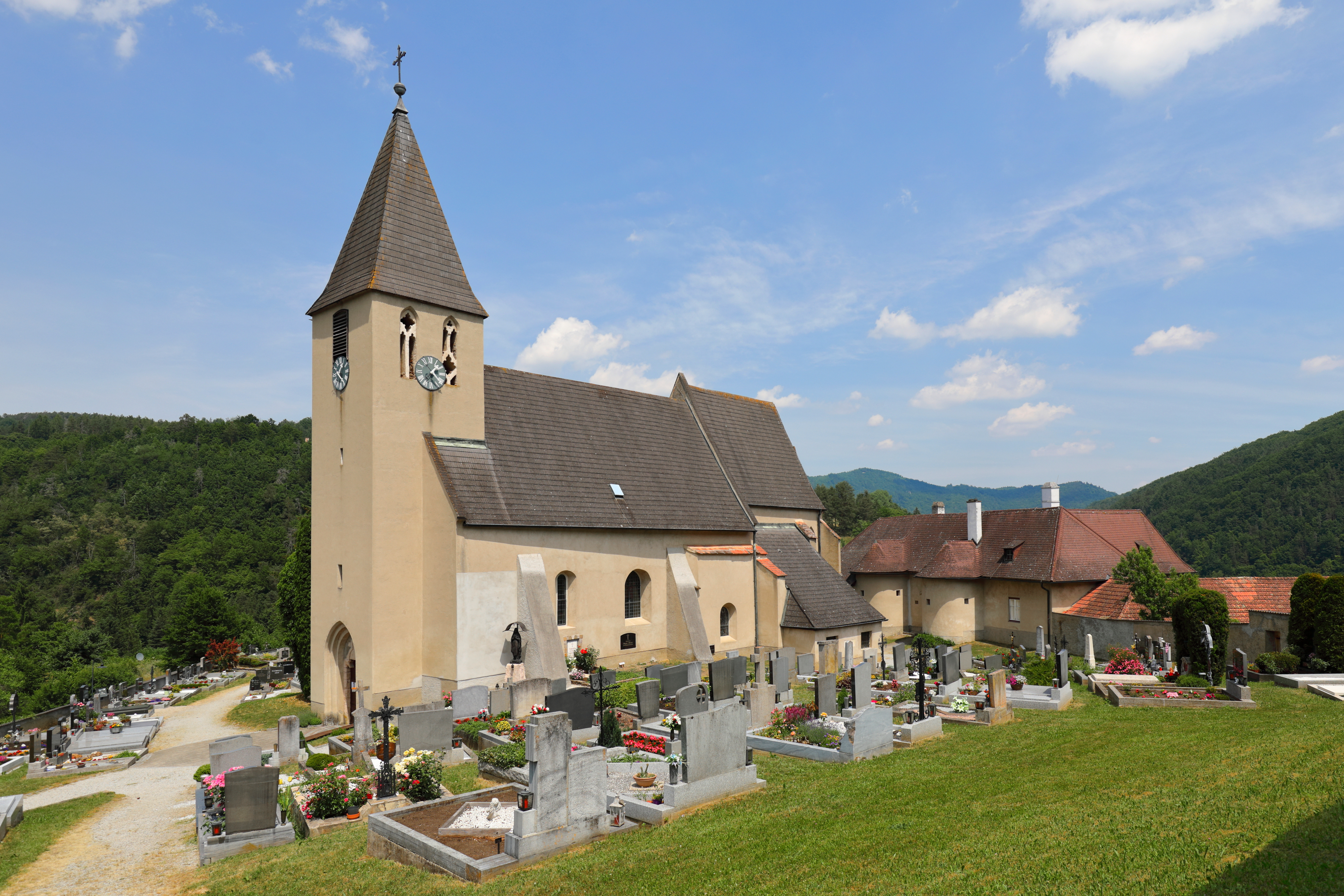
Pfarrkirche hl. Stephan in Obermeisling

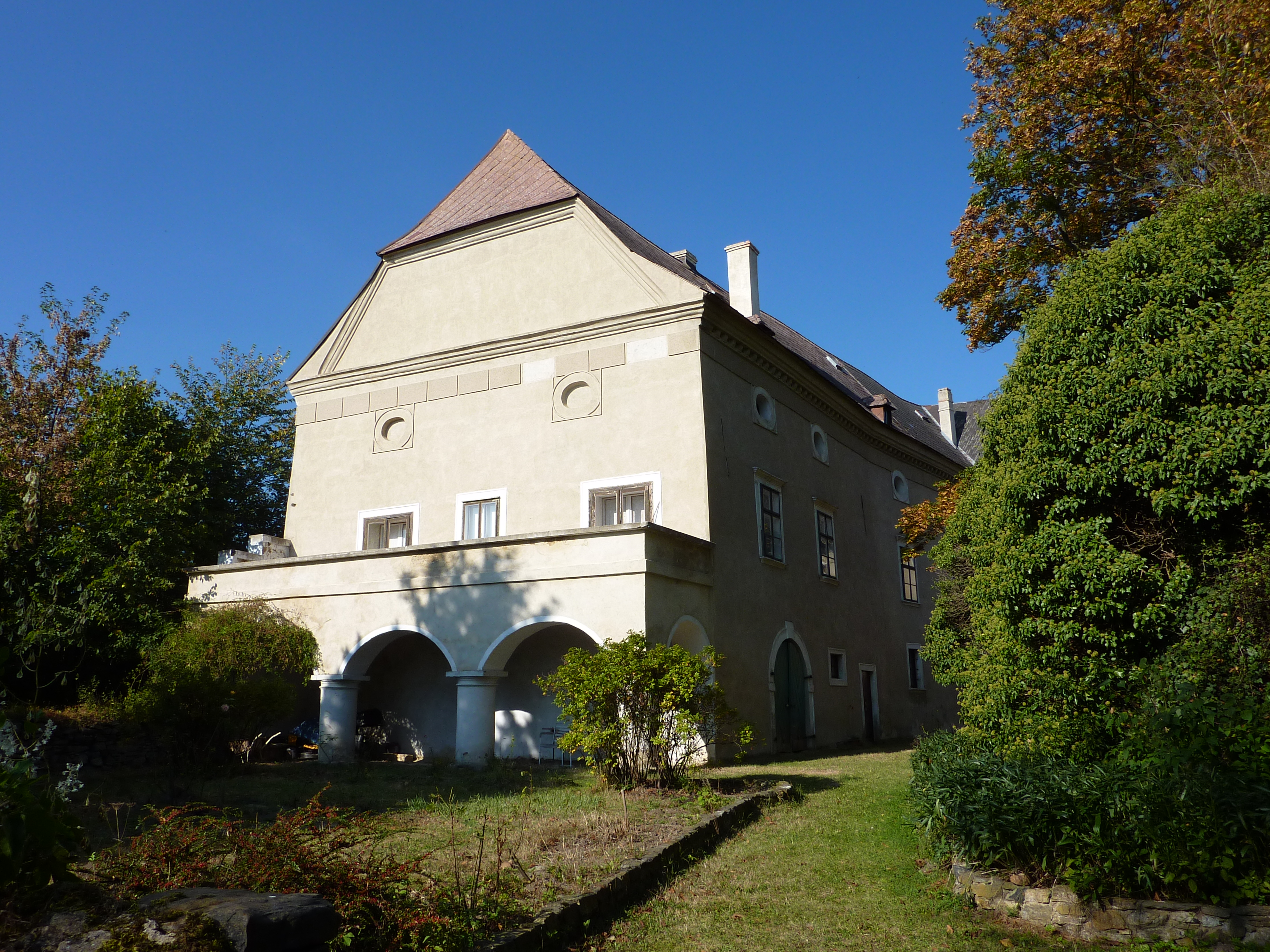
Schloss Rastbach

| Gföhl: Einwohnerzahlen von 1869 bis 2025            | Gföhl: Einwohnerzahlen von 1869 bis 2025 | Gföhl: Einwohnerzahlen von 1869 bis 2025 | Gföhl: Einwohnerzahlen von 1869 bis 2025 | Gföhl: Einwohnerzahlen von 1869 bis 2025 |
| --------------------------------------------------- | ---------------------------------------- | ---------------------------------------- | ---------------------------------------- | ---------------------------------------- |
| Jahr                                                |                                          |                                          |                                          | Einwohner                                |
| 1869                                                | 1869                                     |                                          | 4.077                                    | 4.077                                    |
| 1880                                                | 1880                                     |                                          | 4.173                                    | 4.173                                    |
| 1890                                                | 1890                                     |                                          | 4.102                                    | 4.102                                    |
| 1900                                                | 1900                                     |                                          | 4.038                                    | 4.038                                    |
| 1910                                                | 1910                                     |                                          | 4.258                                    | 4.258                                    |
| 1923                                                | 1923                                     |                                          | 4.003                                    | 4.003                                    |
| 1934                                                | 1934                                     |                                          | 3.949                                    | 3.949                                    |
| 1939                                                | 1939                                     |                                          | 3.921                                    | 3.921                                    |
| 1951                                                | 1951                                     |                                          | 3.900                                    | 3.900                                    |
| 1961                                                | 1961                                     |                                          | 3.798                                    | 3.798                                    |
| 1971                                                | 1971                                     |                                          | 4.008                                    | 4.008                                    |
| 1981                                                | 1981                                     |                                          | 3.776                                    | 3.776                                    |
| 1991                                                | 1991                                     |                                          | 3.715                                    | 3.715                                    |
| 2001                                                | 2001                                     |                                          | 3.740                                    | 3.740                                    |
| 2011                                                | 2011                                     |                                          | 3.702                                    | 3.702                                    |
| 2021                                                | 2021                                     |                                          | 3.814                                    | 3.814                                    |
| 2025                                                | 2025                                     |                                          | 3.848                                    | 3.848                                    |
| Quelle(n): Statistik Austria, Gebietsstand 1.1.2021 |                                          |                                          |                                          |                                          |

## Kultur und Sehenswürdigkeiten
- Schloss Felling
- Burgruine Hohenstein
- Schloss Rastbach
- Pfarrkirche Gföhl hl. Andreas
- Pfarrkirche Rastbach hl. Pankraz
- Pfarrkirche Obermeisling hl. Stephan
- Filialkirche Moritzreith
- Rosaliakapelle Gföhleramt

- Die Lichtspiele Gföhl wurden 1923 als erstes Kino im Waldviertel eröffnet. 2009 wurde der Betrieb eingestellt. 2016 wurde ein Verein gegründet, der das Kino 2017 wieder eröffnete.[8][9] Das Kino wurde 2023 mit dem Anerkennungspreis für Einsaalkinos mit engagierter Zielgruppenarbeit des Österreichischen Kinopreises des Bundesministeriums für Kunst, Kultur, öffentlichen Dienst und Sport ausgezeichnet.[10]

## Wirtschaft
Im Jahr 2001 gab es 152 nichtlandwirtschaftliche Arbeitsstätten, nach der Erhebung 1999 gab es 276 land- und forstwirtschaftliche Betriebe. Die Zahl der Erwerbstätigen am Wohnort betrug 1691 nach der Volkszählung 2001, die Erwerbsquote lag 2001 bei 47 Prozent.

## Öffentliche Einrichtungen
In der Gemeinde gibt es eine Volksschule und eine Neue Mittelschule.

## Politik

### Gemeinderat
Der Stadtgemeinderat hat insgesamt 23 Sitze. Nach den Gemeinderatswahlen in Niederösterreich 2025 hat der Gemeinderat folgende Mandatsverteilung:
- 12 Mandate: ÖVP
- 6 Mandate: FPÖ
- 5 Mandate: SPÖ

### Bürgermeister
- bis 2013 Karl Simlinger (ÖVP)[13]
- 2014–2025 Ludmilla Etzenberger (ÖVP)[14]
- seit 2025 Franz Holzer (ÖVP)[15]

## Persönlichkeiten

### Ehrenbürger
- 2008: Erwin Pröll (* 1946), Landeshauptmann[16]

### Söhne und Töchter der Gemeinde
- Johann Baptist Wisgrill (1795–1851), Doktor und Professor der Medizin, Studiengenosse Franz Schuberts im Wiener Stadtkonvikt
- Otmar Schissel von Fleschenberg (1884–1943), klassischer Philologe, Germanist und Byzantinist
- Otto Lehner (1893–1981), Kaufmann und Politiker (ÖVP)
- Karl Simlinger (1906–1965), Politiker (ÖVP) und Landwirt
- Franz Fux (1927–2009), Politiker (SPÖ), Landwirt und Autor
- Bernhard Naber (1934–2018), Benediktiner, Abt des Stiftes Altenburg
- Walter Enzinger (* 1944), Heimatforscher
- Erwin Waldschütz (1948–1995), Philosoph
- Erwin Redl (* 1963), Künstler
- Josef Edlinger (* 1969), Politiker (ÖVP)

## Sonstiges
- Wesentliche Teile des Films Revanche (2008) wurden in Gföhl gedreht.[17]